# Medlock
La Medlock est une rivière qui traverse le Grand Manchester, au nord-ouest de l'Angleterre. Elle s'étend sur 16 km avant de rejoindre l'Irwell.